# 37 (število)
37 (sédemintrídeset) je naravno število, za katero velja 37 = 36 + 1 = 38 - 1.

## V matematiki
- najmanjše iregularno praštevilo.
- tretje edinstveno praštevilo.
- tretje kubično praštevilo.
- tretje zvezdno število.
- četrto središčno šestkotniško število {\displaystyle 37=T_{3}\cdot 4+1;\quad (T_{3}=9)\!\,}.
- peto pitagorejsko praštevilo {\displaystyle 37=4\cdot 9+1\!\,}.
- vsako pozitivno celo število je vsota največ 37. enakih ali različnih petih potenc (glej Waringov problem).
- pri delitvi kroga s samo osmimi daljicami je največje število likov, ki jih lahko dobimo, enako 37.

## V znanosti
- vrstno število 37 ima rubidij (Rb).

## Drugo

### Leta
- 437 pr. n. št., 337 pr. n. št., 237 pr. n. št., 137 pr. n. št., 37 pr. n. št.
- 37, 137, 237, 337, 437, 537, 637, 737, 837, 937, 1037, 1137, 1237, 1337, 1437, 1537, 1637, 1737, 1837, 1937, 2037, 2137